# Čaplja govedarica
Čaplja govedarica (Bubulcus ibis) je kozmopolitska vrsta ptice iz porodice čaplji. Živi u tropskim, suptropskim i umjerenim područjima. Jedini je pripadnik monotipičnog roda Bubulcus, iako neki taksonomi smatraju dvije podvrste jednom vrstom. Unatoč tome što je po perju slična čapljama roda Egretta, srodnija je čapljama roda Ardea. Prije je nastanjivala dijelove Azije, Afrike i Europe, a onda se naglo proširila i uspješno kolonizirala većinu ostatka svijeta.
To je zdepasta bijela ptica sa svijetlooker perjem tokom sezone parenja. Gnijezdi se u kolonijama, obično blizu vode i često s drugim močvarnim pticama. Gnijezdo je platforma od grančica na drvetu ili grmu. Za razliku od drugih čaplji, hrani se na relativno suhim travnatim staništima i često prati goveda ili druge velike sisavce, hraneći se kukcima koje oni uplaše. Neke populacije se sele.
Rijetki grabežljivci love odrasle čaplje govedarice, ali druge ptice i sisavci mogu opljačkati gnijezdo. Ptići umiru i od gladi, nedostatka kalcija i ometanja od strane drugih velikih ptica. Ova vrsta je korisna jer se hrani krpeljima s goveda, ali može biti i prenosilac raznih životinjskih bolesti vezanih za krpelje.

## Taksonomija
Čaplju govedaricu je prvi opisao Carl Linne 1758. u svojoj knjizi Systema naturae kao Ardea ibis, ali joj je Charles Lucien Bonaparte dao sadašnje ime. Naziv njenog roda Bubulcus je latinska riječ za stočara, što se odnosi na njezinu vezu sa stokom. Ibis je latinski i grčki naziv koji se prije odnosio na jednu drugu bijelu močvarnu pticu, svetog ibisa.
Postoje dvije geografske podvrste koje se ponekada klasificiraju kao odvojene vrste B. ibis i B. coromandus. Ove dvije forme su odvojili McAllan i Bruce, ali ih skoro svi autori smatraju istom vrstom. Istočnu podvrstu B. (i.) coromandus je opisao Pieter Boddaert 1783. Ona se razmnožava u Aziji i Australaziji, a zapadna podvrsta zauzima ostatak areala, uključujući i Amerike. Neki autori misle da postoji i treća podvrsta sa Sejšela, B. i. seychellarum, koju je prvi put opisao Finn Salomonsen 1934.
Unatoč velikim sličnostima u izgledu, čaplja govedarica je sličnija vrstama iz roda Ardea, nego onima iz roda Egretta. U rijetkim slučajevima je zabilježena hibridizacija između ove vrste i vrsta Egretta caerulea, Egretta garzetta i Egretta thula.

## Opis
Čaplja govedarica je zdepasta čeplja s rasponom krila od 88 do 96 cm. Duga je 46-56 centimetara i teška je 270 do 512 grama. Ima relativno debeo vrat, krupan kljun i izgleda grbava. Odrasli van sezone parenja imaju uglavnom bijelo perje, žut kljun i žućkastosivo perje. Tokom sezone parnja odrasli zapadne podvrste dobiju narančasto perje na leđima, prsima i kruni, a kljun, noge i dužica oka postanu jarkocrveni. Oba spola slično izgledaju, ali mužjak je marginalno veći i ima neznatno duža "svadbena pera" od ženke. Mladunci nemaju svadbeno perje i imaju crn kljun.
B. i. coromandus se razlikuje od glavne podvrste po boji svadbenog perja, jer se smećkasta boja na glavi širi do obraza i grla, a svadbeno perje više je zlatne boje. Kljun i gležnjevi ove podvrste su u prosjeku duži od B. i. ibis. B. i. seychellarum je manja i ima kraća krila od drugih podvrsta. Ima bijele obraze i grlo, kao B. i. ibis, ali svadbeno perje je zlatne boje, kao kod B. i. coromandus.
Pozicija očiju ove čaplje joj omogućavabinokularni vid dok se hrani, a mnoga fiziološka istraživanja su dokazala da može vidjeti i noću.  Prilagođene hranjenju na kopnu, izgubile su osobinu svojih srodnika močvarica da isprave odsjaj svjetlosti na vodi. Time imaju manje šansi da će uhvatiti ribu u vodi o koju se odbijaju Sunčeve zrake.
Ova vrsta je vrlo tiha i glasa se samo tokom sezone parenja, i to s tihim, grlatim "rik-rak" zvukom.

## Rasprostranjenost i stanište
Čaplja govedarica je učinila jednu od najbržih i najdalekosežnijih ekspanzija kod ptica. Prije je nastanjivala dijelove južne Španjolske i Portugala, tropsku i suptropsku Afriku i suptropsku Aziju. Na kraju 19-og stoljeća počela se širiti u južnu Afriku, a prvi put se razmnožavala u Provinciji Rta dobre nade 1908. Čaplje govedarice su u Amerikama prvi put viđene na granici Gvajane i Surinama 1877., i vjerojatno su bile preletjele cijeli Atlantski ocean.
Ova vrsta je prvi put dospjela u Sjevernu Ameriku 1941. (prije se smatralo da su te ptice odnekuda pobjegle), razmnožavala se na Floridi 1953., i brzo se proširila. U Kanadi se razmnožavala 1962. Sada ih se viđa čak i u Kaliforniji. Na Kubi je njena prisutnost prvi put zabilježena 1957., na Kostarici 1958., a u Meksiku 1963., iako je vjerojatno tu bila još od ranije. U Europi se populacija smanjivala, ali se u drugoj polovici 20-og stoljeća proširila na stara područja, a zatim i počela nastanjivati nova; na jugu Francuske se pojavila 1958., na sjeveru 1981., a u Italiji 1985. U Ujedinjenom Kraljevstvu je zabilježena 2008. Tada je također zabilježeno nastanjivanje u Irskoj.
U Australiji je kolonizacija počela 1940-ih. Pojavila se na sjeveru i istoku kontinenta. Počela se pojavljivati na Novom Zelandu 1960-ih. Od 1948. čaplja govedarica je povremena stanarica u Izraelu; prije je bila samo zimski posjetilac.
Ogromna i brza ekspanzija areala čaplje govedarice ima veze s odnosa između nje i ljudi i njihovih domaćih životinja. Prije je bila prilagođena hranjenju blizu velikih životinja poput bivola, gnuova i sl., ali se lako prilagodila domaćoj stoci i konjima. Kako se stočarstvo širilo, mogla je nastaniti druge slobodne niše. Mnoge populacije su i velike selice, što je također pomoglo širenju. Viđena je i na raznim subantarktičkim otocima. Maleno jato od 8 ptica je također viđeno na Fidžiju 2008. 
Uz prirodno širenje, čaplja govedarica je uvezena i na neka mjesta, npr. Havaje, Sejšele, a pokušaj uvođenja na Mauricijus nije uspio.
Iako se čaplja govedarica ponekada hrani u plićacima, ona, za razliku od drugih čaplji, obično nastanjuje polja i travnjake.

## Ponašanje

### Razmnožavanje
Čaplja govedarica se gnijezdi u kolonijama koje su često, ali ne uvijek, smještene blizu vode. Obično se nalaze u šumama blizu jezera ili rijeka, u močvarama ili ponekada na malenim otocima. Prostor ponekada dijele s drugim pticama, poput čaplji, ibisa i vranaca. Sezona parenja varira u Južnoj Aziji. Gniježđenje na sjeveru Indije počinje u svibnju. U Australiji je to od studenog do ranog siječnja. Sezona gniježđenja u Sjevernoj Americi traje od travnja do listopada. Na Sejšelima sezona parenja podvrste B.i. seychellarum je od travnja do listopada.
Mužjak se pokazuje na drvetu u koloniji i izvodi razne rituale, poput mahanja grančicom i uperivanja kljuna prema nebu. Parovi se formiraju tokom tri do četiri dana. Svake godine biraju novog partnera, a i kada prvo leglo ne uspije. Gnijezdo je malena neuredna platforma od grančica na drvetu ili grmu, koje grade oba roditelja. Mužjak skuplja grančice, a ženka pravi gnijezdo. Veličina legla može varirati između jednog do pet jaja, ali su tri ili četiri najčešći broj jaja. Jaja su plavkastobijela i ovalnog oblika, veličine 45 mm x 53 mm. Inkubacija traje oko 23 dana, a oba roditelja inkubiraju jaja. Ptići su djelomično pokriveni paperjem kada se izlegu, ali se ne mogu brinuti o sebi; postanu endotermični nakon 9-12 dana, a potpuno su pokriveni perjem nakon 13-21 dana. Počinju napuštati gnijezdo i penjati se okolo nakon dva tjedna, a postanu samostalni oko 45-og dana.
Čaplja govedarica je pomalo parazit, a ponekada je zabilježeno da nese jaja u gnijezdo vrsta Egretta thula i Egretta caeruela, iako se iz ovih jaja ptići rijetko izlegu. Također postoje dokazi za niži nivo međusobnog parazitiranja, kada ženke nesu jaja u gnijezda drugih čaplji govedarica.
Glavni faktor smrtnosti ptića je smrt od gladi. Rivalnost između braće i sestara može biti velika, a u Južnoj Africi treći i četvrti ptić najčešće umru. U sušim staništima, gdje je manje vodozemaca, ptići mogu patiti od abnormalnog rasta kostiju zbog nedostatka kalcija. U raznim dijelovima svijeta, ptići čaplje govedarice su hrana raznim grabežljivcima, poput majmuna, štakora, vrana i orlova. Krpelji također mogu izazvati smrt.

### Ishrana
Čaplja govedarica se hrani raznim životinjama, najviše kukcima, posebno skakavcima, cvrčcima, muhama, noćnim leptirima, paucima, žabama i glistama. Ponekada, ali vrlo rijetko, ih se može vidjeti kako jedu smokve s drveta. Obično je u blizini stoke i preživara i hvata malena stvorenja koja oni uznemire. Istraživanja su pokazala da su čaplje govedarice bile mnogo uspješnije u hranjenju kada su bile blizu velikih životinja nego same. Bile su 3,6 puta uspješnije nego inače.
Čaplja govedarica će slabo braniti prostor oko životinje koja pase, ali ako se skupi previše čaplji, ona će se predati i potražiti drugu životinju. Kada se na jednom mjestu nađe veoma mnogo velikih životinja, čaplje će izabrati one životinje koje se kreću 5-15 koraka u minuti i izbjegavati sporije ili brže životinje; u Africi čaplje selektivno biraju da se hrane iza zebri, gnuova, bivola ili močvarnih antilopa. Dominantne jedinke se hrane najbliže domaćinu i dobiju više hrane.
Ona se ponekada hrani i jajima i ptićima drugih ptica, ulovom drugih ptica, a zabilježeno je i da su se tokom selidbe hranile jednom izmorenom pticom.

## Odnos s čovjekom
Kako je upadljiva vrsta, čaplja govedarica je dobila brojne narodne nazive. Ona se obično odnose na njen običaj slijeđenja stoke, pa je tako dobila i hrvatski naziv. Njen arapski naziv, abu qerdan, znači "otac krpelja", a dobila ga je po velikom broju parazita u blizini kolonija tokom sezone parenja.
Ona je popularna ptica kod stočara zbog uloge u kontrolisanju broja krpelja i drugih nametnika. Istraživanje u Australiji je pokazalo da su čaplje govedarice smanjile broj muha, koje su dosađivale stoci, tako što su ih kupile direktno s kože. Zbog toga su i uvezene i na Havaje.
Nisu sve interakcije između ljudi i čaplji govedarica bile korisne. Čaplje govedarice mogu napraviti ozbiljne probleme kada se u velikim jatima hrane blizu aerodroma, a umiješane su i u širenje raznih životinjskih infekcija.

## Drugi projekti
|  | Zajednički poslužitelj ima još gradiva o temi čaplja govedarica |
|  | Wikivrste imaju podatke o taksonu čaplji govedarici             |